# Orthotrichia sinit
Orthotrichia sinit är en nattsländeart som beskrevs av Wells och Huisman 1993. Orthotrichia sinit ingår i släktet Orthotrichia och familjen smånattsländor. Inga underarter finns listade i Catalogue of Life.